# Zlatna krasnica
Zlatna krasnica (lat. Russula aurea) vrsta je jestive gljive iz porodice Russulaceae. Simbiont je.

## Opis
Klobuk ove gljive naraste 4-9 cm u širinu. Gladak je, u mladosti polukrugasto konveksan, a potom postane raširen i udubljen. Kožica se s klobuka lako guli. Rub postane lagano rebrast kada gljiva ostari. Vrlo je lomljiv. Narančaste je, crvenkaste (ponekada jarkocrvene) boje. Često nepravilno izblijedi i postaje zlatno ili limunastožut. Listići su gusti i međusobno žilasto spojeni. Dugo vremena budu blijedi, a potom limunastožuti. Uz rub klobuka je oštrica zlatnožuta. Do stručka su listići zaokruženi ili prirasli. Stručak je nejednakog oblika, ali je često pri osnovi deblji. Naraste 3-8 vm visoko, a 1,5-2,5 cm široko. Tvrd je, u početku pun, a kasnije spužvasto-šupljikav. Manje je ili više naboran. Bijele je ili limunaste boje. Meso je bijelo, ispod kožice klobuka žućkasto. Prilično je tvrdo, a poslije lomljivo. Ima blag okus, a miris je neizražen.
Spore su okruglaste, krestasto mrežaste, veličine 9-12x9-11 mikrometara. Otrusina je svijetložute boje.
Meso sa željeznim sulfatom dobije blijedooker boju, a s gvajakolovom tinkturom postane maslinastosmeđe.
Zlatna krasnica ljeti i početkom jeseni raste u listopadnim i crnogoričnim šumama.

## Slične vrste
Zbog svoje narančastožute ili crvene boje klobuka i limunastožutih listića zamjena s nekom drugom vrstom iz roda krasnica skoro da nije moguća. Po boji klobuka i listića odgovara jedino blagvi (Amanita cesarea). Ali, kako se blagva po svojim morfološkim značajkama svrstava u drugi rod, zamjena nije moguća.

## Vanjske poveznice

### Sestrinski projekti
|  | Zajednički poslužitelj ima stranicu o temi Zlatna krasnica    |
|  | Zajednički poslužitelj ima još gradiva o temi Zlatna krasnica |